# میرقهرمانلو
میرقهرمانلو یک روستا در ایران است که در دهستان صلوات واقع شده‌است. میرقهرمانلو ۴۷ نفر جمعیت دارد.